# 翅萼石斛
翅萼石斛（学名：Dendrobium cariniferum）为兰科石斛属下的一个种。

## 扩展阅读
- 維基物種上的相關：翅萼石斛